# Lindsaea javanensis
Lindsaea javanensis är en ormbunkeart som beskrevs av Bl. Lindsaea javanensis ingår i släktet Lindsaea och familjen Lindsaeaceae. Inga underarter finns listade.